# 2015香港食水含鉛事件

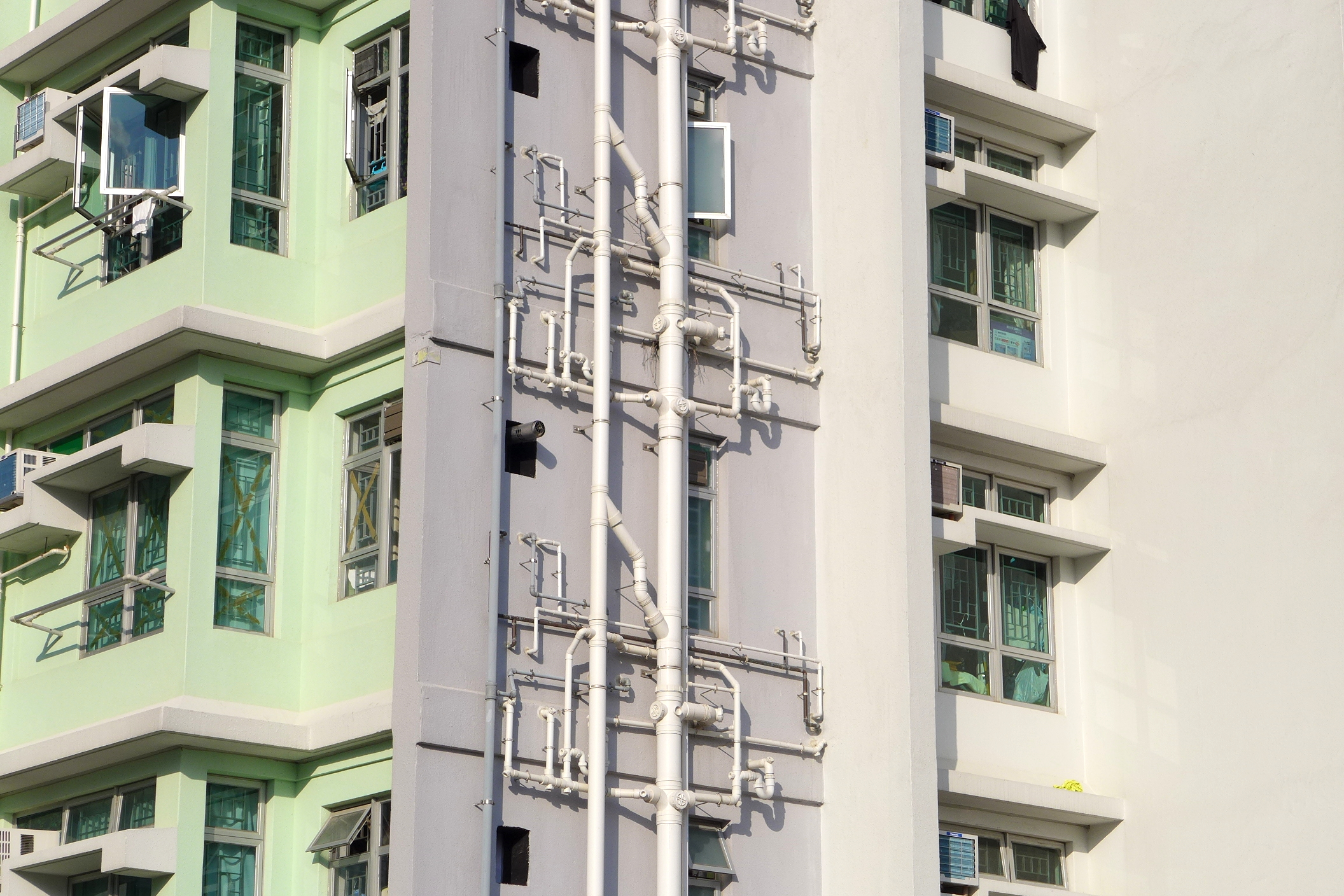
啟晴邨食水管

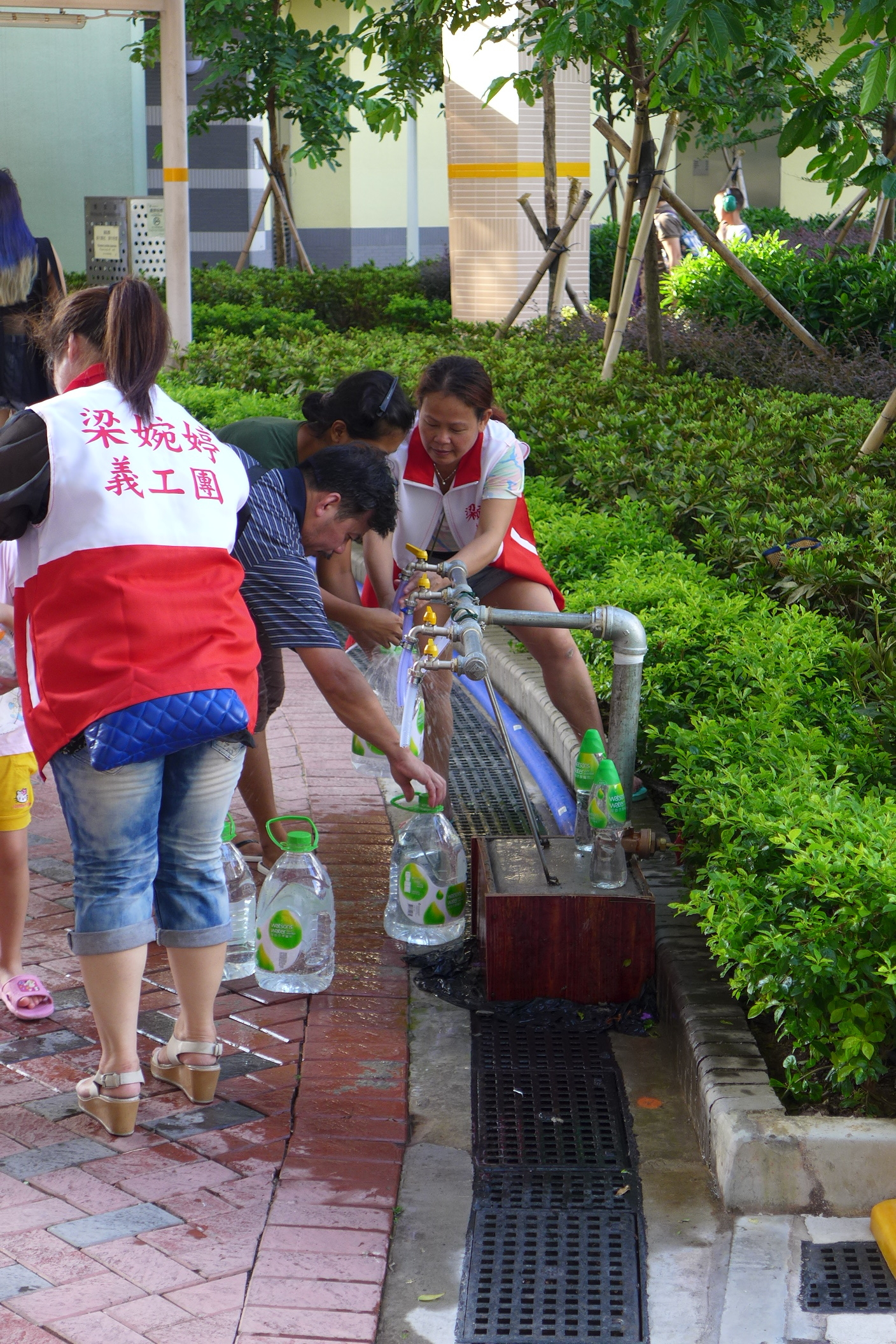
事件發生後，不少啟晴邨居民到街外取水

2015香港食水含鉛事件，又稱鉛水事件或2015年香港食水管道含重金屬超標事件，是指從2015年7月起，香港部分公共屋邨、居屋、私人屋苑、醫院及教育機構被揭發食水含重金屬量嚴重超標的事件。建築商中國建築於事件後與政府及相關機構分别調查建築過程以及物料，發現成因是焊工在燒焊時使用了含鉛的焊料所致。調查報告也顯示，雖然銅合金裝置亦會釋出鉛，但不會導致食水含鉛量超標。而事後沒有人需要就事件負責和懲處。

## 背景
香港民主民生協進會（民協）於2015年1月收到啟晴邨居民投訴指食水中含有雜質，並抽取廚房水龍頭、廁所水龍頭及花灑三個樣本進行化驗，結果顯示水龍頭物料可能不符規定。直至2015年7月5日香港民主黨公佈九龍西13座樓齡由數年至40多年的公屋和私樓住宅單位的食水檢驗結果，揭發香港房屋委員會（房委會）轄下位於九龍啟德發展區的公共屋邨啟晴邨部份單位内水管流出的食水，含鉛量超出世界衛生組織標準。政府於7月10日公佈房屋署及水務署抽取啟晴邨食水樣本化驗後，證實有樣本的含鉛量超出世衛標準，其後再公佈同屬房委會轄下的公屋水泉澳邨及葵聯邨部份食水含鉛量亦被驗出超標。（世衞的飲用水含鉛量每公升10微克標準，是可容忍污染量，並非安全攝取量。）

## 食水鉛超標

### 資助房屋
啟晴邨和葵聯邨二期是首二條驗得食水管道含鉛超標的公共屋邨。

#### 啟晴邨
民主黨社區食物監察計劃於4至6月委託政府認可的化驗所對西九龍一共13座公屋和私人大廈，共27個食水樣本進行化驗，調查其重金屬含量，又對兩座新入伙公屋包括德朗邨和啟晴邨進行第二階段抽查，同年7月5日公佈化驗結果，發現啟晴邨四個樣本含鉛量，超出世衛標準。其中賞晴樓一個單位的食水，含鉛量更超標2.8倍，並指出可能與水管接駁的配件、焊接物等含鉛有關。不過房屋署則稱已抽查食水樣本，全部均符合世衛的標準。
7月9日，房屋署公佈發現啟晴邨其中兩個水喉駁位有使用含鉛的燒焊物，違反《水務條例》及房屋建造的合約要求；房署將會有系統地更換有問題的水喉部件。但此時政府仍宣稱水質符合世衛標準。
啟晴邨的家庭表示對食水含鉛量超標的消息非常擔心，尤其家中育有兒童者。7月10日下午8時30分，衛生防護中心、屋宇署、醫院管理局一些醫生於啟晴邨召開居民大會，以釋除居民的對食水水質之疑慮。
然而當天下午6時半，運輸及房屋局常任秘書長應耀康，聲稱已證實由水務署在30個抽驗樣本其中四個含鉛量超標，其中一個驗出含鉛23微克，高出世衛標準一倍。其後聲稱水務署已向承辦商進行處分，並稱運輸及房屋局已聯同承辦商調查鉛的來源，又指承辦商的部件含有鉛違反與房屋署合約，責成承辦商提出方案糾正合有鉛的部件。當天會向受影響較大的家庭，包括有六歲以下的小童、嬰兒的住戶，需哺乳婦女的家庭以及孕婦派發樽裝水，亦會先優先為這些住戶更換有問題水喉部件。
居民大會中不少居民情緒激動，擔心含鉛的食水影響健康，又批評房屋署監管不力。附近超市不少樽裝水更給居民搶購一空。
7月13日，衞生防護中心公佈，啟晴邨滿晴樓一名72歲男子，於5月底感染退伍軍人症，曾入住深切治療部；化驗顯示，在患者啟晴邨的單位廚房、花灑及浴室，均發現退伍軍人症病菌。
不少居民感恐慌，紛紛致電衞生署熱線登記驗血，截至7月15日下午，已有604名居住在啟晴邨及葵聯邨的居民登記驗血，房屋署會安排小巴接送居民到醫院。

#### 葵聯邨
7月14日，再有屋邨發現食水含鉛量超標，與啟晴邨同一持牌水喉匠林德深負責水喉工程的葵盛圍葵聯邨二期及剛入伙的沙田水泉澳邨，共發現6個水辦超標，當中葵聯邨二期兩幢大廈的水辦含鉛量全數超標，最高含鉛超標逾1倍。
民主黨在葵聯邨所抽取的25個「隔夜水」樣本中，7個位於二期聯逸樓及聯悅樓的樣本超標，當中聯逸樓有樣本更達57及62微克，超標4至5倍。負責驗水的民主黨立法會議員黃碧雲稱，部分公屋食水系統受重金屬污染。
葵聯邨7月15日晚的居民大會有逾百名居民參加，一名男童在居民大會上高呼政府「畀毒水我哋飲」，不應再收水費；亦有居民要求房屋署退回租金，以作補償。舉辦大會的政黨要求政府，接駁新食水喉至已發現食水含鉛量超標的葵聯邨樓宇，並安排全面更換葵聯邨食水喉，如同政府在啟晴邨的做法。
7月18日，政府公布首批受食水含鉛影響的居民驗血結果，9名啓晴邨居民及1名葵聯邨二期居民全部「正常」，僅兩人較接近「略高」水平，全部人無明顯健康風險。食物及衛生局長高永文表示，雖然現時驗血結果全部正常，但強調不會掉以輕心，會小心處理，預期有居民血含鉛量會超標。
7月20日，無綫新聞委託化驗所為葵聯邨一對母子驗血，兒子5歲，母親正在餵哺母乳，兩人血液含鉛量為7.2及6.5微克，超出5微克的標準。

#### 牛頭角下邨
7月17日，位於觀塘的牛頭角下邨亦首次給民主黨驗出食水含鉛，三個樣本鉛含量均全部超標 ，當中一個樣本更加超標2.8倍。
7月19日，民主黨約10名成員到政府總部向運輸及房屋局遞交請願信，並交出水樣本，要求房屋署盡快為該邨抽驗食水。並認為政府完成首輪的抽驗食水後，應優先抽驗該邨食水，以儘快釋除居民疑慮。
然而，同屬政黨的民建聯於同日亦公佈其檢驗結果，稱義工分別在該邨5座樓宇的高、中、低層住宅取水辦，共24個樣本中，23個在開水喉後2至3分鐘取水，另有1個為「隔夜水」，結果全部沒有超標。當被問到與民主黨結果不同時，立法會議員陳鑑林不點名指其他政黨（暗指民主黨）的樣本數目只有3個，佔屋邨單位比例很低。相對於民建聯取24個水辦，可信性較高。
7月29日，政府公布化驗結果，發現該邨5座共有6個水辦含鉛量超標，錄得10.6至38.4微克不等（標準是10微克），5個為住宅單位，1個為警衛室。

#### 石硤尾邨
7月22日，經民聯立法會議員梁美芬稱早前在石硤尾邨中2012年重建完成的第二期及第五期中，抽取6個樣本化驗，其中第二期美亮樓3個單位的4個水辦含鉛量超標，最嚴重的水辦更錄得每公升含87微克鉛，超出世衞標準7.7倍。 
同是立法會議員民建聯蔣麗芸稱，其辦事處委託政府認可化驗所檢驗六條屋邨共142個水辦後，其中石硤尾邨二期所抽取兩戶四個水辦裏，發現其中一個在浴室抽取的水辦，含鉛量34微克，超出世衛標準上限2.4倍。
香港政府於8月3日公佈新一輪驗水結果，結果顯示石硤尾邨59個水辦則有5個超標，數值介乎11至19微克。

#### 其他資助房屋
|    | 涉事屋邨/屋苑        | 相關超標情況 |
| -- | -------------------- | --- |
| 1  | 水泉澳邨             | 沙田水泉澳邨喜泉樓一個空置單位的水辦被驗出含鉛量超標，林天星稱署方再在涉事單位同層及上下層單位，抽驗多10個水辦，結果全符世衛標準。不過，沙田區議員丘文俊委託政府認可化驗所在水泉澳邨抽取20個水辦，發現有3水辦含鉛超標，當中喜泉樓一水辦超出世衛標準近4倍。該區區議員丘文俊質疑政府的抽驗結果，要求政府提供水車及派樽裝水。7月17日民主黨公佈新一輪驗水結果，水泉澳邨其中1個單位食水鉛含量為1公升250微克，超出世衞標準24倍，為全港最高，並驗出另一種有毒重金屬鎘。          |
| 2  | 榮昌邨               | 7月17日，西九新動力區議員梁文廣召開記者會，並公布化驗結果。驗水結果顯示榮昌邨一水辦鉛含量超出世衞標準1.8倍。7月20日，運輸及房屋局局長張炳良指，政府日前抽驗的10個屋邨、共370個食水樣本中，有6個屋邨有化驗結果，當中由總承建商保華建築有限公司興建的深水埗榮昌邨房署辦事處的水龍頭食水樣本含鉛量超標，該水龍頭在職員的茶水間。 |
| 3  | 利東邨               | 民主黨抽驗全港多區的公屋和居屋屋苑的食水時，發現1987年落成的南區鴨脷洲利東邨東昌樓有一個水辦驗出鉛含量為十二微克，超標世衞標準兩微克，但因住戶最近曾自行更換水龍頭，故未能知悉是否與水管直接有關。該邨是首個舊有屋邨被發現食水鉛超標。 |
| 4  | 美東邨               | 民建聯在黃大仙美東邨美仁樓十二個單位抽了二十四個水辦化驗，冷水和熱水各佔一半。結果顯示，一個低層單位一個熱水樣本含十五微克鉛，超標世衞標準五微克。並於7月22日晚上召開居民大會。當天逾一百名該邨居民出席，有居民不滿政府在驗收樓宇時未有發現水質有問題。 |
| 5  | 元州邨               | 民建聯在7月13日起抽取元州邨63個水辦。化驗結果顯示，元州邨二期元禧樓高層及元樂樓低層的水辦樣本含鉛量超標，其中元禧樓高層單位浴室冷水辦驗出每公升89微克，超出世衞標準近8倍，另外元樂樓低層單位廚房冷水辦亦驗出達21微克，超出世衞標準1.1倍。 政府隨後公佈元州邨135個食水水辦中，有19個超標，數值介乎每公升11至153微克，最多超標逾14倍，於元健樓一單位抽取。 |
| 6  | 綠悠雅苑             | 7月31日，蘋果日報記者在由香港房屋協會發展的資助出售房屋項目綠悠雅苑近隨兩個單位的業主收樓抽取了兩個食水樣本化驗，並按照了香港政府認可的ALS化驗所的指示，結果發現兩個樣本含鉛量均告超標，其中一個的含鉛量更高達每公升222微克，超標21.2倍。然而，房協於7月28日發出通告表示已化驗食水後，並證實水質合格。是次爆出含鉛的綠悠雅苑的時間只在開始收樓後不久(該項目7月才開始收樓)，驗出含鉛超標21.2倍的業主郭先生對化驗結果感到相當驚訝，並要求房協更換單位的水喉，否則自行解決。 |
| 7  | 紅磡邨               | 香港政府於8月3日公佈新一輪驗水結果，結果顯示由中國建築承建的紅磡邨二期超標最嚴重，74個水辦有16個超標，數值介乎每公升10.1至44.4微克，最高超標達3倍。 |
| 8  | 東匯邨               | 香港政府於8月3日公佈新一輪驗水結果，結果顯示由中國建築承建的東匯邨有4個水辦超標，數值介乎12.3至17微克，超出世衞標準2.3至7微克。 |
| 9  | 欣安邨               | 香港政府於8月3日公佈新一輪驗水結果，結果顯示由有利建築承建的欣安邨所抽取的69個樣本中，有5個超標，其中最嚴重為超標31微克。 |
| 10 | 荔景邨               | 政黨人民力量於8月7日公佈為新界西11個公共屋邨及居屋屋苑的99個單位進行驗水的驗水結果，結果顯示早於1975年已建成的荔景邨樂景樓的一個單位鉛含量，是每公升22微克，較世衞標準的每公升10微克超出一倍以上。該邨是第二個舊有屋邨被發現食水鉛超標。 |
| 11 | 葵涌邨               | 8月10日，街坊工友服務處（街工）為葵涌邨抽取38個水辦，發現綠葵樓1個水辦鉛含量超標，有13.6微克，高於世衛標準10微克。其後街工再在該單位抽三種水辦，開水即取、開水5分鐘後抽取，及靜置一晚的水樣本，鉛含量分別為12微克、3微克及19微克，只有開水5分鐘後取水樣本的含鉛量符合世衛標準。綠葵樓主要由有利建築承建，與較早前被驗出食水含鉛超標的牛頭角下邨及欣安邨相同。 |
| 12 | 彩福邨               | 8月13日，政府公佈牛頭角彩福邨抽取的90個水辦中有13個超標，數值介乎每公升11.9至89.2微克，水辦分別於來自彩善樓及彩喜樓，而最高超標水辦亦近8倍，於彩樂樓抽取。該屋邨由有利建築承建，並由明合工程公司負責水務工程。 |
| 13 | 清河邨               | 8月27日，政府公佈清河邨第一期抽取的146個水辦中有10個超標，數值介乎每公升10至39微克，水辦分別來自三個清河邨樓宇，超標最嚴重的單位來自清頌樓，該屋邨由有利建築承建。 |
| 14 | 彩德邨 怡明邨 天晴邨 | 食水含鉛超標事件爆發半年後，食水含鉛超標調查委員會審視政府數據後發現政府公佈的數據有誤，在該報告內共有5個屋邨被錯誤地不被界定為食水含鉛超標，其中在該5個屋邨共11個水辦中，驗出含鉛量超標。 |

### 私人屋苑
|   | 涉事屋苑   | 相關超標情況 |
| - | ---------- | --- |
| 1 | The Austin | 7月17日，仁濟醫院及保良局前總理林依麗為15個私人屋苑抽取水樣本作驗水，結果發現柯士甸站上蓋項目The Austin的食水鉛含量超出世衞標準3.8倍。 |
| 2 | 嘉珀山     | 8月4日，位於九龍塘郝德傑道的私人屋苑嘉珀山，食水樣本含鉛量超標。嘉珀山的管理公司佳定物業，上月17日在屋苑宴會廳的廚房水龍頭抽取一個食水樣本化驗，結果含鉛量19微克。管理公司向住戶發出通告，指會為所有單位抽水辦化驗，以消除住戶的疑慮。然而，發展商嘉華地產表示施工程序及採用的物料皆符合法例標準，亦有嚴格監督，業主如有需要，他們樂意提供協助。 |
| 3 | 愉景新城   | 工黨於荃灣愉景新城抽取18個水樣本作化驗，發現其中2個含鉛量超出世衞標準，其中1個超標樣本更超出標準2.2倍。 |

### 醫院
菲臘牙科醫院在7月底抽驗院內32部水機，有14部水機樣本含鉛超標，其中5部樣本超標7倍或以上，而2樓A座兒童部冷水機樣本，含鉛量超標最多達20倍、即每公升210微克；另一樓B座X光部的熱水機，亦被驗出每公升含鉛100微克，是標準的10倍。

### 教育機構
|    | 涉事學校                                    | 相關超標情況 |
| -- | ------------------------------------------- | --- |
| 1  | 香港城市大學                                | 香港城市大學學生會在校內宿舍及教學樓多處抽取水辦化驗，結果顯示有2個水辦含鉛量超標，其中在2011年落成的邵逸夫創意媒體中心驗出食水含鉛量超標近1倍。由於供水系統向校內的咖啡店供水，因此含鉛的食水已供給校內的學生及到訪的訪客飲用，令事件由居所擴散至公共地方。 |
| 2  | 聖公會聖多馬小學                            | 深水埗聖公會聖多馬小學在8月初，自行抽樣化驗校內食水，其中一個課室未經過濾的水辦，每公升食水鉛含量達43.2微克，超出世衞標準3倍多，其餘五個經過過濾的水辦，鉛含量符合世衞標準。校方表示已經安排增設濾水器，又已即時將結果告知教育局及辦學團體，亦會向家長及學生解釋情況。 |
| 3  | 聖方濟愛德小學                              | 位於石硤尾的聖方濟愛德小學於8月25日公布，校內3個食水樣本含鉛量超標，當中一個來自地下操場飲水機的水辦更超標21倍，校方已即時停用；至於中央廚房和飯堂則各有一個水辦含鉛量超標逾1倍。教育局已接獲相關報告，並派員了解跟進。教協批評當局拒絕為全港學校驗水，轟政府「斬腳趾避沙蟲」。而政府於8月27日召開跨部門會議討論學校鉛水問題。 |
| 4  | 香港理工大學                                | 香港理工大學在2015年8月發現在何文田學生宿舍茶水間熱水鍋爐中抽取的水質樣本中，有部分含鉛量超過世界衞生組織標準1至4倍；校方指經調查後，確定水樣本含鉛量超標的原因乃是宿舍喉管接駁位焊接物料。理大稱，已就事件採取應變措施（如：為宿舍員生提供蒸餾水），校方亦安排購置濾水器，料一周內便可為所有飲水機安裝濾水器。承建商將會更換宿舍所有受影響的飲用水供應系統和組件，並在同年9月初展開工程。 |
| 5  | 中華基督教會協和小學（長沙灣）              | 中華基督教會協和小學有四個食水樣本含鉛量超標，十三個樣本之中含鉛量最高，是教員室茶水間水喉，達每公升21.8微克，超標一倍多。 |
| 6  | 拔萃男書院                                  | 拔萃男書院委託承辦商化驗校內食水樣本，分別在音樂廳大樓及宮川美智子大樓發現食水含鉛量超標，較世衛標準超出一倍。校方已要求承辦商8月24日在受影響大樓安裝可過濾鉛的濾水器，並再抽水辦化驗，在證實食水可安全飲用前會關閉有關大樓。 |
| 7  | 合一堂學校                                  | 何文田合一堂學校驗出視覺藝術科特別室水喉水含鉛量超標14.8微克，校長吳麗霞指「中招」地方位設新翼校舍，前身為毗鄰巴富街資源中心，在2007年合併時曾翻新，平日主要供學生洗手及美術用具。她指學生有機會在課室洗手盤清洗水果，因此會為新翼校舍十二個課室及茶水間水喉安裝濾水器，確保百分百安全才啟用。 |
| 8  | 真光女書院                                  | 真光女書院抽取15個水辦化驗，其中五個「中招」，位於新翼校舍的籃球場飲水機食水含鉛量每公升94微克；附近小教堂的2個飲水機，分別超標4.1及1.6倍。超標最嚴重的樣本來自學生飯堂的水喉水樣本，含鉛量超標逾10倍。1973年創校的真光女書院，2005年啟用新翼校舍，校方稱新翼與主樓的飲水機略有不同，出事的三部飲水機僅用紫外綫消毒，沒有隔鉛的濾芯，已聯絡建築承辦商了解鉛水原因，並加裝濾水器。 |
| 9  | 嶺南大學                                    | 嶺南大學校園2個水樣本含鉛量亦高於世衞的安全標準，其中室外運動場一部飲水機的水辦含鉛量為每公升25微克，超標1.5倍；另一個學生飯堂熱水機，每公升12微克，校方指已即時暫停2個地點的供水，並提供蒸餾水供師生使用。 |
| 10 | 培僑中學                                    | 港島老牌學校培僑中學驗出3個食水樣本超標，最嚴重的超標4.5倍，3樣本分別來自學生洗手間、更衣室及一部飲水機，有關水機已停用，校方承認上月底已接獲水辦超標結果，但至今仍未告知學生及家長，校方解釋因對檢驗方法存疑故需重新覆檢，強調沒有隱瞞。 |
| 11 | 基督教服務處觀塘幼兒學校                    | 基督教服務處觀塘幼兒學校一個熱水爐的水辦超標10倍。校長指熱水爐並非供水給學生，對學生沒有影響，又指和熱水爐同一水管的另外兩個出水位並無超標，暫時未知鉛的來源。學校指收到教育局通知後，立即停用有問題的熱水爐，校長鄧明慧指學校在8月中才安裝這個熱水爐和更換喉管，到9月1日開始用。這也是政府首次驗出有幼稚園食水含鉛量超標。 |
| 12 | 浸信會天虹小學                              | 校舍樓齡逾三十年的黃大仙浸信會天虹小學自行驗水後，發現三個水辦含鉛量超標，其中兩個來自教員室經濾水器過濾的水樣本，含鉛量分別超標50%及1.4倍，另一個來自小食部熱水機的水樣本，含鉛量亦超標八成。 |
| 13 | 聖伯多祿中學                                | 香港仔聖伯多祿中學早前驗出3個食水樣本含鉛量超標，最嚴重的水辦超標近8倍，但校方稱供學生使用的飲水機水樣本含鉛量則沒有超標。惟本周一（9月7日）學校向家長發信，指驗水前學校先安裝濾水器，有家長質疑過去數年學校的食水未必安全，批評學校有意淡化事件，令學生和家長產生錯覺以為學校食水一直安全。該校校長唐慶強解釋，學校在8月抽水辦化驗時，亦有抽取未經濾水器過濾的飲水機水辦化驗，結果含鉛量同樣符合世衞標準。他澄清站在學校立場，驗水的目的是確保新學年學生飲用的食水安全，而非追究原因。至於進一步的食水檢驗則需由教育局跟進和處理。 |
| 14 | 中華基督教會基華小學 (九龍塘)               | 中華基督教會基華小學 (九龍塘)在學校網站發出通告，指校內有兩部裝有濾芯的飲水機，經驗水後仍驗出含鉛量輕微超標，分別位於地下及1樓，其含鉛量分別為每公升水含鉛12及13微克。校方已即時停用有關飲水機，並安排濾水器公司盡快安裝可濾鉛的濾水器，又呼籲學生自備適量飲用水回校飲用，校方亦預備了樽裝蒸餾水供學生補添。 |
| 15 | 英皇佐治五世學校 沙田學院 南島中學 西島中學 | 英基學校協會早前自行為旗下21間幼稚園及中小學抽取超過300個食水樣本進行化驗，其中英皇佐治五世學校、沙田學院、南島中學及西島中學各有1個食水樣本的含鉛量輕微高出世衛標準。 |

## 食水其他重金屬超標
民主黨抽驗全港多區的公屋和居屋屋苑的食水時，發現多個屋邨和居屋含鎳量超標。
在以下列表，涉事屋邨／屋苑名粗体者為鎘超標，其餘為鎳超標。
|    | 涉事屋邨/屋苑 | 相關超標情況 |
| -- | ------------- | --- |
| 1  | 長安邨        | 民主黨於7月16至22日抽驗青衣長安邨八個水辦，結果8個樣本中，有2個鎳含量超標。其中安泊樓一個樣本，每公升鎳含量為116微克，超出世衞標準的70微克逾65%；另一個安潮樓單位的鎳含量亦有72微克，輕微超標約2%。     |
| 2  | 良景邨        | 屯門良景邨良偉樓一個水樣本驗出每公升含鎳84微克，超出世衞標準20% |
| 3  | 廣福邨        | 大埔廣福邨廣平樓一個水辦驗出每公升含鎳343微克，超出1公升70微克的世衞標準3.9倍。 |
| 4  | 厚德邨        | 將軍澳厚德邨6個食水樣本中發現當中1個樣本含鎳量為1公升156微克，較世衞標準每公升70微克超出1.22倍。 |
| 5  | 華富邨        | 民主黨驗出南區華富邨有4個食水樣本的含鎳量超出世衞標準，單位分別位於華建樓及華翠樓，水辦的含鎳量超標達2.4倍。                                                                                            |
| 6  | 福來邨        | 政黨人民力量於8月7日公佈為新界西11個公共屋邨及居屋屋苑的99個單位進行驗水的驗水結果，結果顯示早於半個世紀前（1962年）已建成的福來邨其中一個單位的鎳含量則是每公升 94微克，較世衞標準的每公升70微克為高。 |
| 7  | 蝴蝶邨        | 民主黨於2015年7月19至24日抽驗的水樣本中，屯門蝴蝶邨2個樣本鎳量超出世衞標準，該2個水辦來自蝶聚樓及蝶影樓，分別驗出每公升含812及168微克鎳，超標10.6倍及1.4倍，                                            |
| 8  | 花園大廈      | 民主黨於2015年7月19至24日抽驗的水樣本中，觀塘花園大廈1個食水樣本，鎳量驗出每公升543微克，超標6.7倍。 |
| 9  | 漁安苑        | 鴨脷洲漁安苑被驗出水辦鎳含量則達86微克，超出世衞標準16微克。（彩安閣驗出重金屬超標的單位曾裝修，戶主曾改動過喉管或更換水龍頭，疑是超標原因）                                                            |
| 10 | 兆康苑        | 屯門兆康苑被驗出水辦鎳含量則達90微克，超出世衞標準20微克。（兆傑閣驗出重金屬超標的單位曾裝修，戶主曾改動過喉管或更換水龍頭，疑是超標原因）                                                              |
| 11 | 嘉信樓        | 佐敦嘉信樓的食水鎳含量超出世衞標準10.2倍。 |
| 12 | 美孚新邨      | 美孚新邨三期的食水鎳含量超出世衞標準近1倍。 |
| 13 | 寶盈花園      | 民主黨於7月23日抽取寶盈花園一座一個單位的隔夜水辦，每公升含鎘 3.3 微克，超出世衛標準的 3 微克。單位業主表示，並沒有改動喉管或水龍頭。                                                                   |

## 調查及責任
7月11日，運輸及房屋局局長張炳良、發展局局長陳茂波等六名官員舉行記者會，會上公佈啟晴邨第4批36個食水樣本化驗結果，當中3個住宅單位樣本含鉛量超標，每公升含鉛分別達10.8微克、11.6微克和35.1微克，最嚴重的樣本35.1微克超出世衞標準2.5倍。在所有115個樣本中，有7個含鉛量超標，比率約6%。水務署署長林天星於記者會上指出，處理啟晴邨水喉工程的持牌水喉匠林德深亦負責另外4個屋邨的水喉工程，包括龍逸邨、長沙灣邨、水泉澳邨及葵聯邨。林天星指出，可能會暫停或取消林德深的牌照，經與律政司商討後，更可能提出檢控。林德深現職何標記建築工程有限公司的水務總監，根據水務署「持牌水喉匠名冊」，林德深持有「一級水喉匠牌照」，將於2015年12月31日到期。
7月13日，林德深接受傳媒專訪，列舉5大疑點反駁房屋署的指控。林德深指出他只負責監督街喉以至大廈水缸的水管安裝，並不包括大廈單位內的水管工程以及水質化驗，而啟晴邨興建時，使用包含接駁水管的洗手間及廚房預製組件，但當局未有監管境外製作預製組件內的水管質量。同日中午，林德深到水務署灣仔總部，與署方人員開會，又向記者表示，形容「個個官都A字膊」。
7月14日，房屋署長應耀康處理食水含鉛風波10日以來，先後兩次因「怕講錯名」而拒於鏡頭前交代啟晴邨由中國建築承建，又以「小量」、「小部分」形容數量約一半的預製組件數目，結果兩次均即晚再向傳媒補充資料。當有傳媒要求應耀康致歉時，他卻未隨張炳良一同致歉，但至14日晚又向傳媒發稿，對公布預製組件數目造成混亂致歉。

### 獨立調查
7月17日，特區行政長官梁振英宣布針對事件，成立獨立調查委員會，進行獨立而全面的調查。委員會進行三方面的工作，包括裁定事件成因；檢視和評核現時公共和私人樓宇食水供應系統的設計、建造、維修和保養，以及裝置和物料使用等技術標準和監管制度是否妥當；並提出建議，確保香港食水安全。含鉛事件調查料需時3個月完成。
8月13日，行政長官梁振英宣布委任高等法院原訟庭法官陳慶偉以及前申訴專員黎年出任獨立調查委員會主席及成員，預計九個月內提交報告。
2016年5月31日，食水含鉛超標調查委員會公報調查報告，指含鉛焊料是導致公共屋邨食水含鉛超標的直接成因。全部11條屋邨中，清河邨第一期清頌樓36樓的一個銅喉焊接位，含鉛量達50%至61%，比英國標準上限0.07%，超標871倍。
報告批評水務署、房委會、承建商等集體失職，未能防範在供水系統中使用違規焊料，直斥各方輪流將責任推卸給別人。但無點名誰人要為鉛水事件負責。時任政務司司長林鄭月娥表示鉛水事件顯示現行制度有問題，惟看不到有任何一位公務員要為此負上個人責任。

### 聆訊
其後兩名分判商被指在2015年12月3至4日的調查聆訊中作假證供，同時在2008年至2012年間欺詐總承建商有利建築稱水喉工程中只用無鉛焊料，他們被控宣誓下作假證供及欺詐共5項控罪。到2021年4月10日，區域法院裁定他們全部罪名不成立。法官指當年行業認知不足，舉證時各有各說，極之混亂。加上缺乏專家證人協助下，因此無法斷定三判商當年知悉焊料含鉛，不應將他們的認知與持牌水喉匠一樣。

## 補救措施
7月9日，房屋署公佈將會有系統地為含鉛量超標的水喉部件進行更換。
7月10日晚上，政府開始向受影響較大的家庭，包括有六歲以下的小童、嬰兒的住戶，需哺乳婦女的家庭以及孕婦派發樽裝水，亦會先優先為這些住戶更換有問題水喉部件。有居民不滿當局安排，認為當局應該一次性更換所有食水喉。
7月11日中午，水務署派職員從啟晴邨兩個消防栓，接駁喉管讓居民取水，水務署並在旁邊停泊水車候命。又為啟晴邨安裝臨時供水系統到各座大廈地下向居民供水。政府並宣佈，衞生署及醫院管理局將於7月18日至19日，在聯合醫院為較易受影響的居民（六歲以下的小童、嬰兒的住戶，需哺乳婦女的家庭以及孕婦）進行免費驗血，務求令居民安心。
7月12日，房屋署供應大量樽裝水，讓所有住戶都可領取。但居民批評，管理處職員早上一度拒絕派樽裝水給居民。房屋署則承認安排曾一度出現混亂，並已訓示保安員。
7月13日，政府表示將成立專責小組，由水務署副署長率領小組調查事件起因，並會與主要承建商商討補救措施，包括重新鋪設喉管的可能。
7月15日，運輸及房屋局長張炳良宣布額外為10條公共屋邨抽驗食水，包括9條於2013年開始落成的新屋邨，以及2011年落成的葵聯邨一期，共涉及逾2.4萬戶。至於會否為2013年以前的屋邨驗水，張炳良解釋，驗水要訓練有素的取辦人士，但因資源有限，故先集中該十個屋邨，若所有屋邨及居屋都要驗水，則要再進一步研究。及後，由於針對「鉛水事件」的緊急檢查擴展至在建新居屋，原擬在2015年發售的兩個居屋屋苑需押後一年發售。

## 外部連結
- 香港政府新聞網食水含鉛事件主頁（页面存档备份，存于）
- 香港蒸餾水報價網香港蒸餾水報價網